# Rod Brind'Amour
Roderic Jean Brind'Amour, detto Rod (Ottawa, 9 agosto 1970), è un allenatore di hockey su ghiaccio ed ex hockeista su ghiaccio canadese, che giocava nel ruolo di centro.
È noto per aver vinto la Stanley Cup 2006 con i Carolina Hurricanes, che hanno ritirato, in suo onore, il numero 17.
È stato inoltre vincitore di due Frank J. Selke Trophy. Dal 7 giugno 2011 è nello staff tecnico della squadra di Raleigh.